# Виленский, Валерий Владимирович
Валерий Владимирович Виленский (род. 1941) — советский кинооператор и режиссёр игрового и документального кино.

## Биография
Окончил операторский факультет ВГИКа (1967, мастерская Л. Косматова). С 1960 по 1964 год — ассистент оператора. Оператор киностудии «Киргизфильм» с 1964 года. Среди его работ — игровое и документальное кино.

## Фильмография

### Второй оператор
- 1964 — Трудная переправа (фильм)

### Оператор
- 1965 — Клятва Гиппократа
- 1966 — Девчонка с юга
- 1967 — Материнское поле
- 1969 — Тайна мелодии
- 1970 — Засада (фильм)[1]
- 1971 — Дни культуры Латвии
- 1971 — Киноискусство Киргизии
- 1971 — Советская Киргизия
- 1971 — Утро долгого дня
- 1972 — Восточное сказание
- 1973 — Киргизы глазами художников
- 1973 — Мотивы наших предков
- 1973 — Памятники древнего творчества
- 1975 — Зеница ока[2]
- 1976 — Играет духовой оркестр
- 1976 — Чингиз Айтматов
- 1977 — Равная среди равных
- 1977 — Признание
- 1978 — Маэстро
- 1979 — Юности первое утро
- 1980 — Апрельские сны
- 1980 — Сны белого медведя
- 1981 — Киргизия-81
- 1981 — Цена сигареты
- 1982 — Всегда на посту
- 1982 — Наставник
- 1982 — В талом снеге звон ручья
- 1983 — Киргизия туристическая
- 1983 — Космическое противоборство
- 1983 — Заказы братских республик
- 1984 — Светлячки
- 1984 — Первый[3]
- 1984 — Праздник дружбы и созидания
- 1984 — Визит высокого гостя
- 1984 — Советская Киргизия
- 1985 — Гидростанция
- 1985 — Катастрофу не разрешаю
- 1986 — В гостях у сказки
- 1986 — XVIII съезд Коммунистической партии Киргизии
- 1986 — Катастрофу не разрешаю
- 1987 — Человеческий фактор

### Режиссёр
- 1973 — Киргизы глазами художников
- 1973 — Мотивы наших предков
- 1973 — Памятники древнего творчества
- 1976 — Чингиз Айтматов
- 1978 — Маэстро
- 1981 — Киргизия-81
- 1981 — Цена сигареты
- 1982 — Всегда на посту
- 1982 — Наставник
- 1984 — Праздник дружбы и созидания
- 1986 — В гостях у сказки
- 1987 — Человеческий фактор
- 1989 — Айланпа - Мир на кругах своих (совместно с К.К. Орозалиевым)